# 鈴木義雄 (陸軍軍人)
鈴木 義雄（すずき よしお、1874年（明治7年）6月1日 - 1928年（昭和3年）10月3日）は、大日本帝国陸軍軍人。最終階級は陸軍少将。

## 経歴・人物
愛知県出身。1896年（明治29年）陸軍士官学校第7期卒業。
1918年（大正7年）7月に陸軍歩兵大佐・浜松連隊区司令官、1921年（大正10年）7月に台湾歩兵第1連隊長、1923年（大正12年）8月に陸軍少将・歩兵第3旅団長を経て、1925年（大正14年）5月1日に待命、同月25日に予備役に編入した。

## 栄典
- 1916年（大正5年）1月21日 - 正七位[3]
- 1925年（大正14年）6月24日 - 従四位[4]